# Kozły (rejon rudniański)
Kozły (ros. Козлы) – wieś (ros. деревня, trb. dieriewnia) w zachodniej Rosji, w osiedlu wiejskim Ponizowskoje rejonu rudniańskiego w obwodzie smoleńskim.

## Geografia
Miejscowość położona jest w dorzeczu Bałazny, 0,2 km od granicy z Białorusią, 6 km od drogi regionalnej 66A-4 (Dubrowo / 66K-30 – Uzgorki – granica z Białorusią / Kałyszki), 11 km od drogi regionalnej 66K-30 (Diemidow – Ponizowje – Zaozierje), 12 km od centrum administracyjnego osiedla wiejskiego (sieło Ponizowje), 33,5 km od centrum administracyjnego rejonu (Rudnia), 88 km od Smoleńska.

## Historia
W czasie II wojny światowej od lipca 1941 roku wieś była okupowana przez hitlerowców. Wyzwolenie nastąpiło w październiku 1943 roku.

## Demografia
W 2010 r. miejscowości nikt nie zamieszkiwał.